# Операція «Колісниці Гідеона»
Операція «Колісниці Гідеона» — антитерористична операція Армії оборони Ізраїлю (ЦАХАЛ) проти бойовиків ХАМАСу у Секторі Гази.
Розпочалася 16 травня 2025 року. Націлена на розгром ХАМАС, знищення його військового та урядового потенціалу та взяття під контроль понад три чверті сектору Газа. В операції задіяні об'єднані військові сили з землі, повітря та моря.
Операція «Колесниці Гідеона» планувалася на тлі утримання ізраїльських заручників у секторі Газа, що триває, і необхідності запобігання збереженню загрози безпеці для територій, що оточують Газу.
Управління Верховного комісара ООН з прав людини засудило операцію, назвавши її рівносильній етнічній чистці.